# 以賽亞·陶德
以賽亞·陶德（英語：Isaiah Todd，2001年10月17日—）為美國男子籃球運動員，現效力於P. LEAGUE+高雄鋼鐵人。

## 職業生涯
2024年11月29日，立陶宛籃球聯賽希奧利艾與陶德簽約至賽季結束。2025年1月10日，陶德離開希奧利艾，其位置被格雷格·惠廷頓頂替。2月21日，P. LEAGUE+高雄鋼鐵人簽下陶德。

## 外部連結
- 以賽亞·陶德在fiba.basketball（英语）
- 以賽亞·陶德在NBA（英语）
- 以賽亞·陶德在NBA G聯盟（英语）
- 以賽亞·陶德在P. LEAGUE+
- 以賽亞·陶德在Basketball-Reference.com（NBA）（英语）
- 以賽亞·陶德在Basketball-Reference.com（NBA G聯盟）（英语）
- 以賽亞·陶德在ESPN（NBA）（英语）
- 以賽亞·陶德在Eurobasket.com（球員）（英语）
- 以賽亞·陶德在Proballers（英语）
- 以賽亞·陶德在RealGM（英语）